# Domein Drie Fonteinen

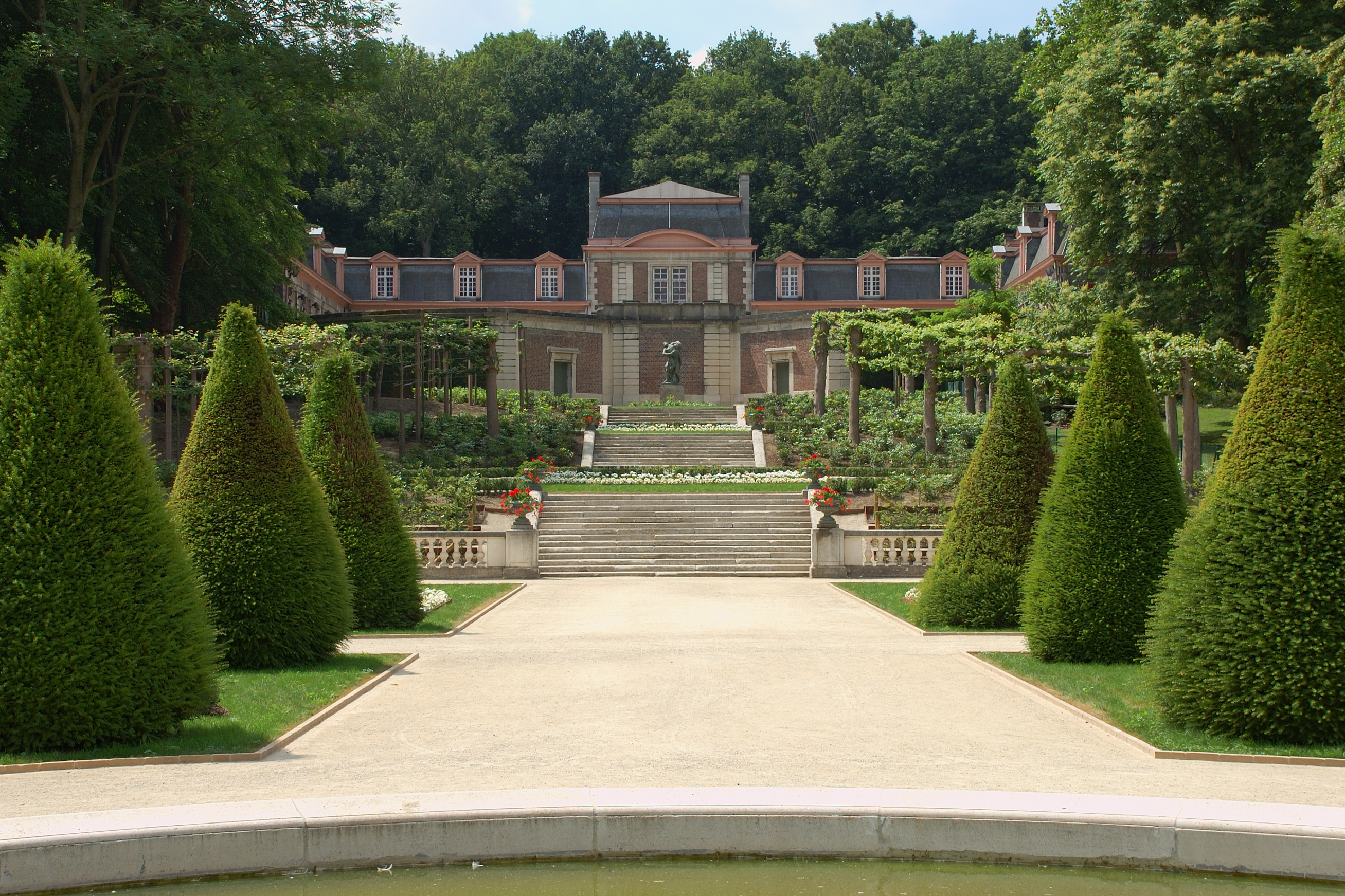
Domein Drie Fonteinen, Vilvoorde

Domein Drie Fonteinen (vroeger ook wel Park Orban) is een parkdomein in de Belgische gemeente Vilvoorde. Het domein is eigendom van de stad Vilvoorde en is waarschijnlijk een van de oudste landschappelijke parken van België.

## Naam
Het domein is genoemd naar het gehucht Drie Fonteinen, waarvan de naam hoogstwaarschijnlijk zijn oorsprong vindt in een grote fontein die in het gehucht aan het vroegere Sas van Ransbeek stond. Deze fontein had vier spuitkoppen in de vier windrichtingen. De schippers konden telkens maar drie spuitkoppen zien, waardoor men over het sas van Drie Fonteinen ging spreken.

## Beschrijving
Het domein is ongeveer 50 hectare groot, wordt gekenmerkt door een groot reliëfverschil en omvat onder meer een Engelse landschapstuin en een Franse tuin, die in 2007 volledig gerenoveerd werd. Verder liggen nog verspreid over het domein de barokke Lendrikkapel, overgebracht van het vroegere gehucht Ransbeek-Heembeek en enkele eind-negentiende-eeuwse, begin-twintigste-eeuwse aanhorigheden van het voormalige kasteel: de voormalige toegangspaviljoentjes, het koetshuis met stallingen, de oranjerie (soms Paola-Paviljoen genoemd) en de neerhoeve met een jachtpaviljoen. Het kasteel zelf is inmiddels volledig verdwenen.

## Geschiedenis

### Landgoed Drie Fonteinen

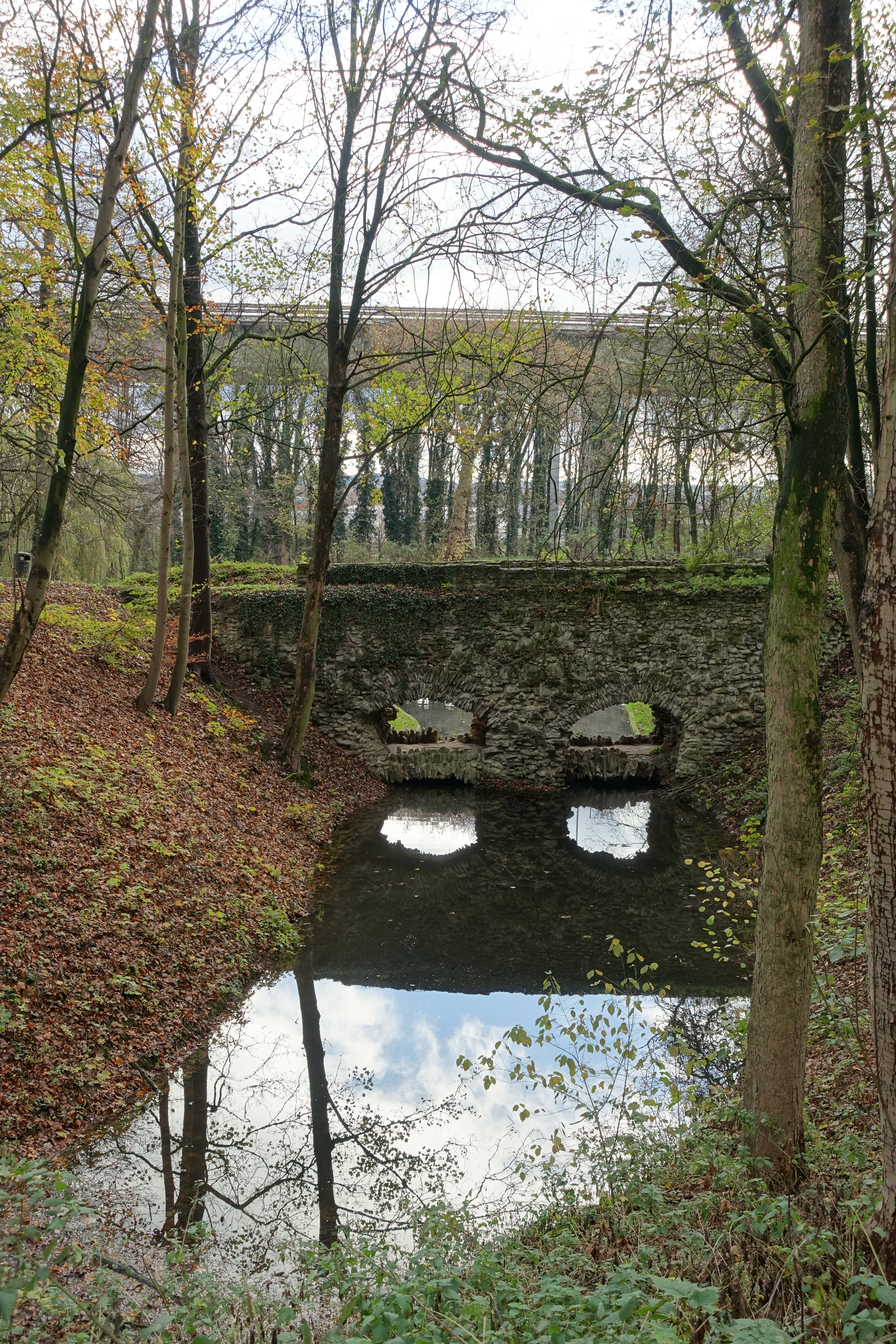
De brugkrocht, gekend als de bloedgrotten, aan de huidige Absynthweg

In de jaren '60 en '70 van de achttiende eeuw kocht Jean Joseph Walckiers de Gammerage (Galmaarden), een Brusselse bankier, alle gronden ten westen en zuiden van het gehucht Drie Fonteinen op. In 1778 legde Walckiers een Engelse tuin aan van tien hectare. De Engelse tuin van Walckiers behoort tot de eerste generatie Engelse parken op het Europese continent. Het spectaculairste onderdeel van de Engelse tuin van Walckiers was een galerijbrug met twee dekken over de noordelijke uitloper van Walckiers' vijver. De brug bestaat vandaag nog steeds (gekend als de 'bloedgrotten') en is opgebouwd als een cyclopisch metselwerk van ruwe zandsteenknollen. In 1780 laat Walckiers een kasteel optrekken. Er zijn twee ijskelders bewaard op het voormalige domein van Walckiers: één aan de vijver onder het viaduct van Vilvoorde en in de noordoostelijke hoek van het domein, tussen de brugkrocht en de verkaveling Lenterik. Naast zijn domein bij Drie Fonteinen bezat Walckiers landgoederen in Galmaarden, Loenhout en Wespelaar.

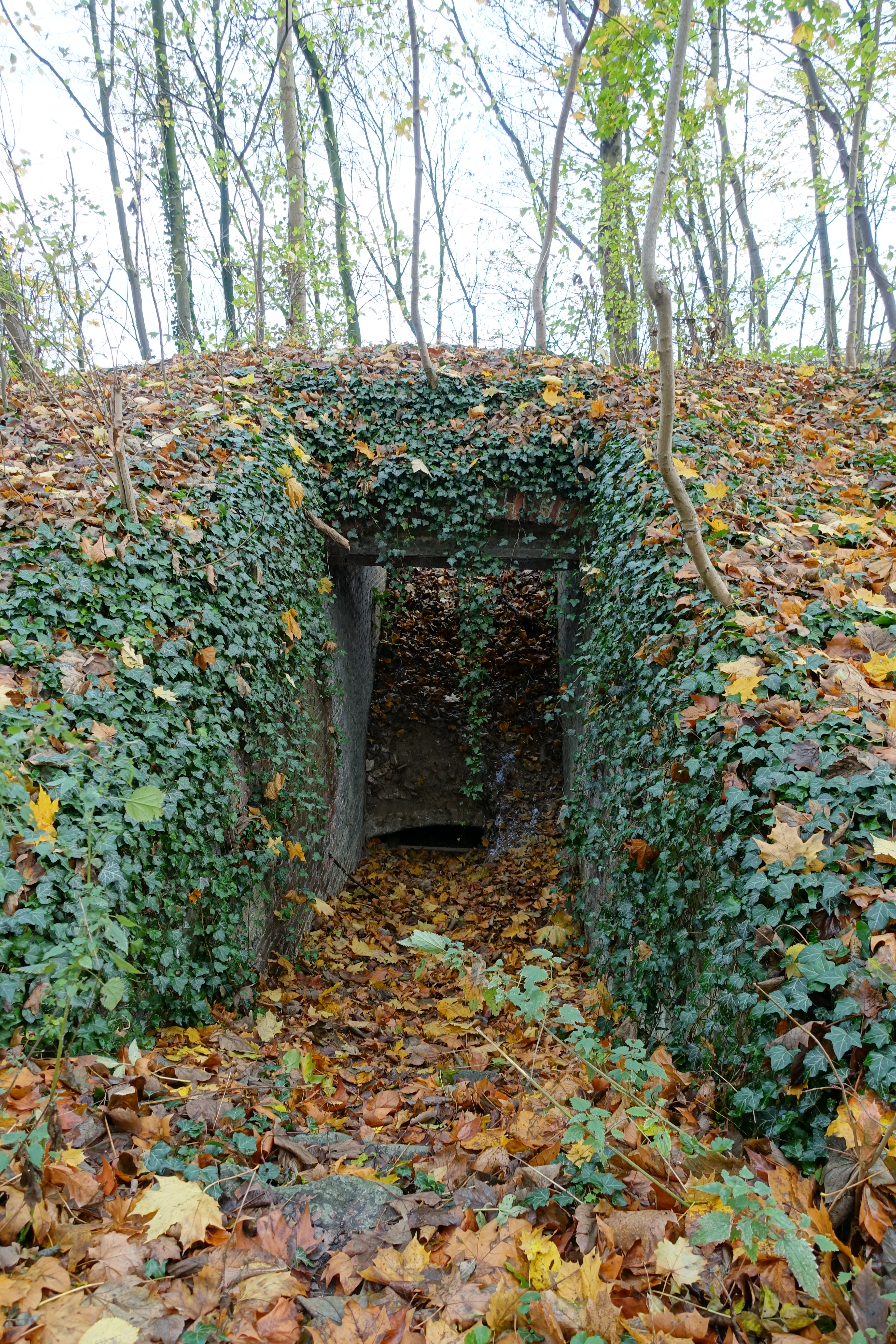
Restant van de ijskelder op het voormalige domein van Walckiers, in de buurt van de brugkrocht

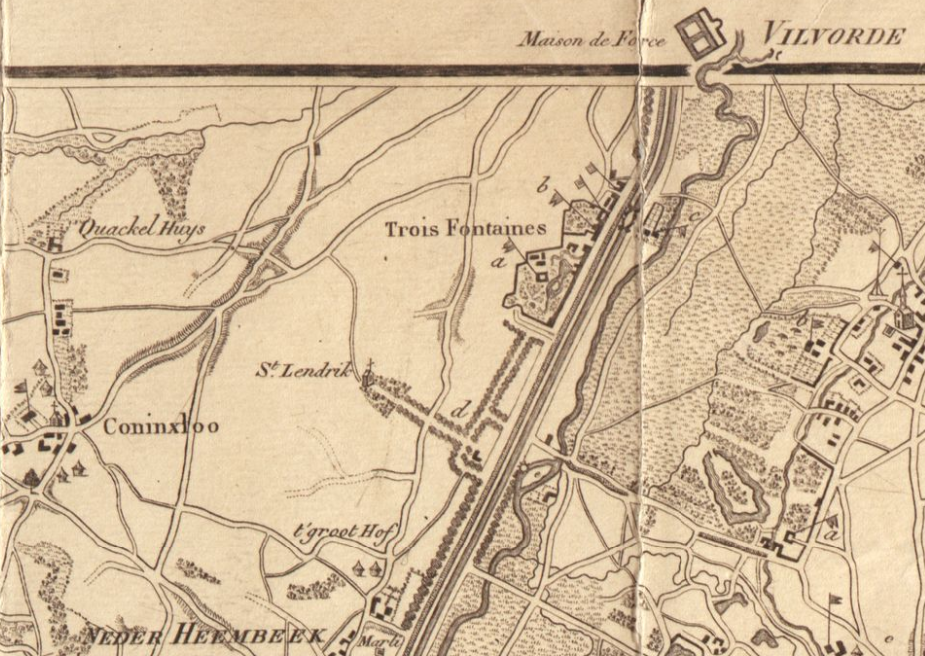
Kaart van Brussel en omgeving uit 1810, uitsnede rond Drie Fonteinen

Na Walckiers wisselde het domein verschillende malen van eigenaar. Nadat Walckiers in de jaren in financiële problemen raakt, vlucht hij in 1799 naar Frankrijk. In hetzelfde jaar verkoopt hij het domein aan Peter Frans Stevens. In 1810 verkoopt deze het opnieuw aan Louis Wellens, die later baron en burgemeester van Brussel zou worden. In deze akte worden beelden van Gilles-Lambert Godecharle vermeld, die ook beelden maakte voor het park van Wespelaar. De zoon van Louis de Wellens, Jules Wellens zou in 1825 burgemeester worden van Vilvoorde. Louis zelf weigerde aangezien hij liever in Brussel bleef wonen en Drie Fonteinen slechts een buitenverblijf was voor hem.
In juli 1837 moet de aan lager wal geraakte Louis de Wellens zijn domein in Drie Fonteinen openbaar verkopen. Guillaume Van Volxem, de nieuwe eigenaar, zou het jaar nadien ook burgemeester van Brussel worden en nog later minister van Justitie. Net als Wellens zou Guillaume Van Volxem Drie Fonteinen enkel gebruiken als buitenverblijf.
In 1868 overlijdt Guillaume Van Volxem. Zijn tweede vrouw erft het domein en overleeft haar beide zonen, waardoor het bij haar dood naar de dochter van Guillaume's zoon bij zijn eerste vrouw (Jules Van Volxem) gaat: Jeanne Félicité Van Volxem (1863-1956). Zij trouwt met Alfred Orban, (ook wel Alfred Orban - Van Volxem en neef van premier Hubert Walthère Frère-Orban. Het was Jeanne Van Volxem, de vrouw van Orban, die de laatste grote wijzigingen aan het park zal aanbrengen en het domein zijn huidige vorm zal geven.

### Domein van de Nény

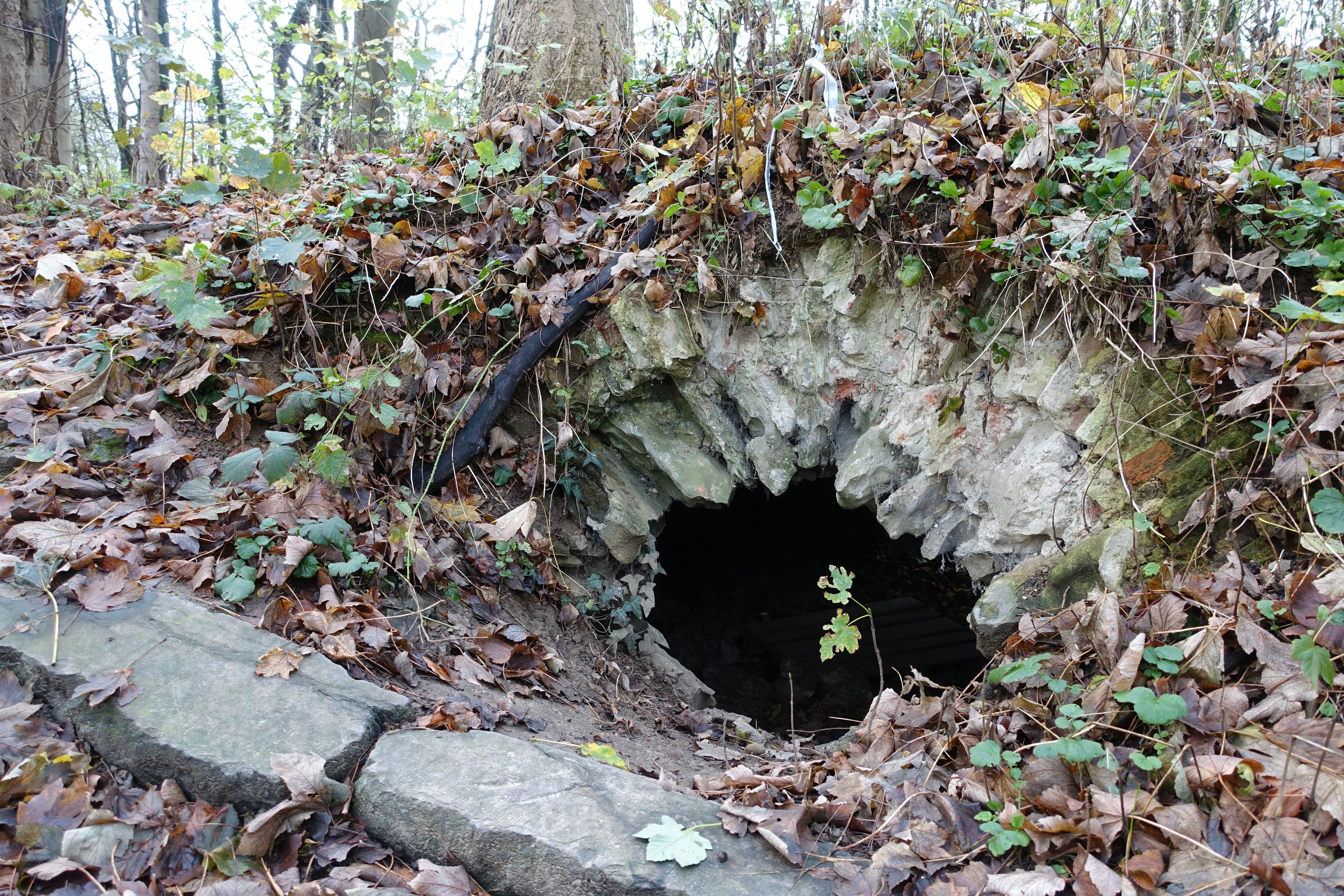
Restant van een ijskelder op het voormalige domein van de Nény

Aan de noord(oost)kant grensde het domein van Walckiers aan dat van graaf Patrice-Francois de Nény. De Nény kocht in 1777 de herberg 'Het Vliegend Hert' aan de sluis van Drie Fonteinen over van Walckiers. Hij liet deze afbreken en bouwde er zijn buitenverblijf 'Fontigny'. Dit kleinere domein van drie hectare lag tegen de steenweg en de vaart aan, vlak bij het sas van Drie Fonteinen. Wanneer de Nény in 1784 sterft, wordt zijn buitenverblijf verkocht aan de familie Van Laethem, inwoners van Drie Fonteinen (een zoon was sassenier). In 1787 komt het sterk uitgebreide domein in handen van barones Rosalie de Termeeren, echtgenote van baron de Feltz. In de loop van de negentiende eeuw zal het domein nog verschillende malen van eigenaar veranderen en uitgebreid worden (naar het noorden toe).
Op een deel van de gronden van Nény wordt aan het einde van de negentiende eeuw de industriële maalderij Molens Drie Fonteinen gevestigd. De andere gronden (het park) worden op dat moment overgekocht door het echtpaar Orban - Van Volxem, die het domein van Walckiers erven en de verschillende parkdomeinen zal integreren. Op deze laatste gronden is nog een ijskelder terug te vinden die op de Nény's domein Fontigny lag. Het cyclopische metselwerk van ruwe zandsteenblokken duidt er op dat de kelder waarschijnlijk werd herbestemd als 'pittoreske grot' als deel van het landschapspark.

### Château de l'Ecluse

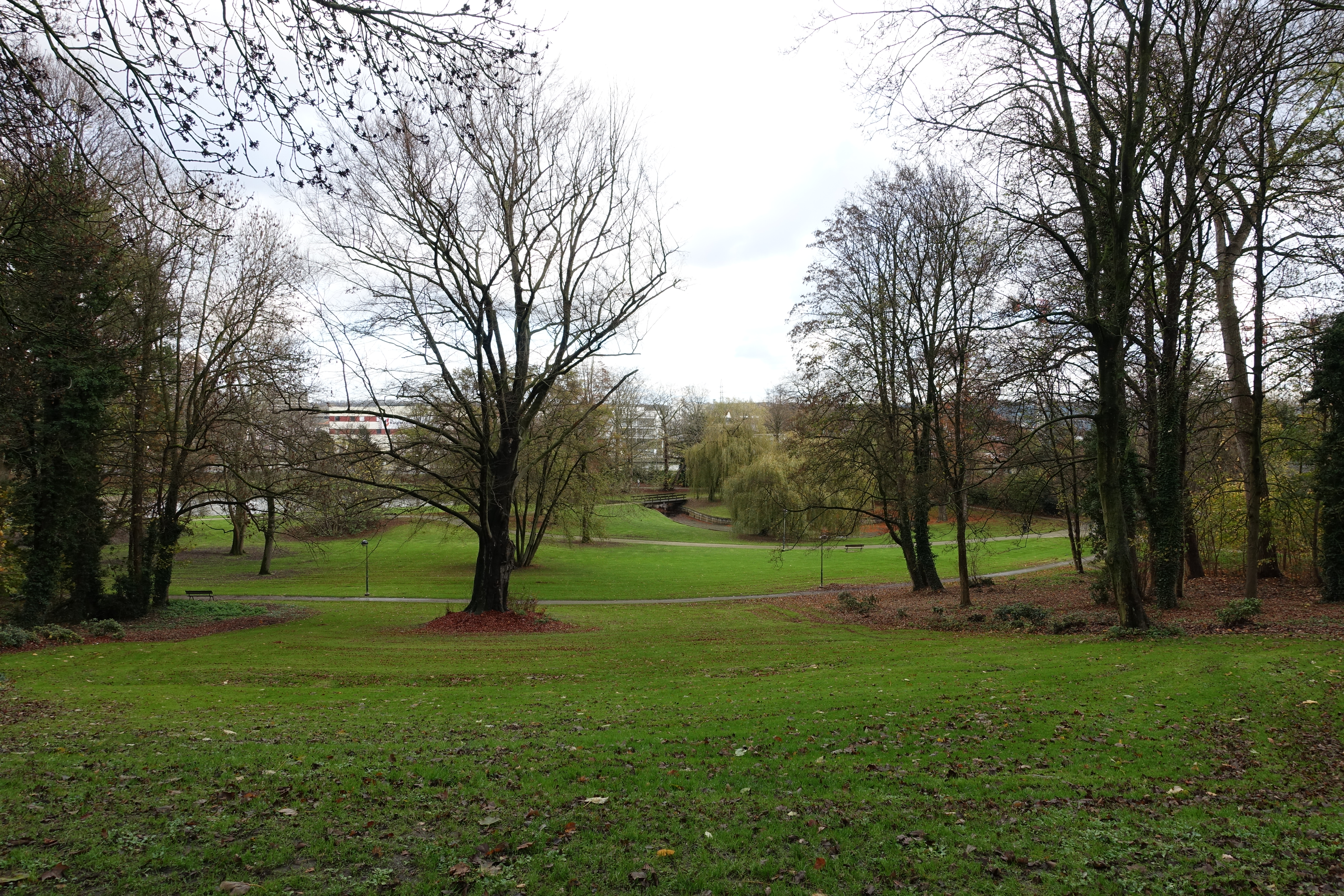
Uitzicht richting Zennevallei vanop de plaats waar vroeger kasteel L'Ecluse van Hanssens en Campion stond. Bij het kanaal lag de sluis van Drie Fonteinen

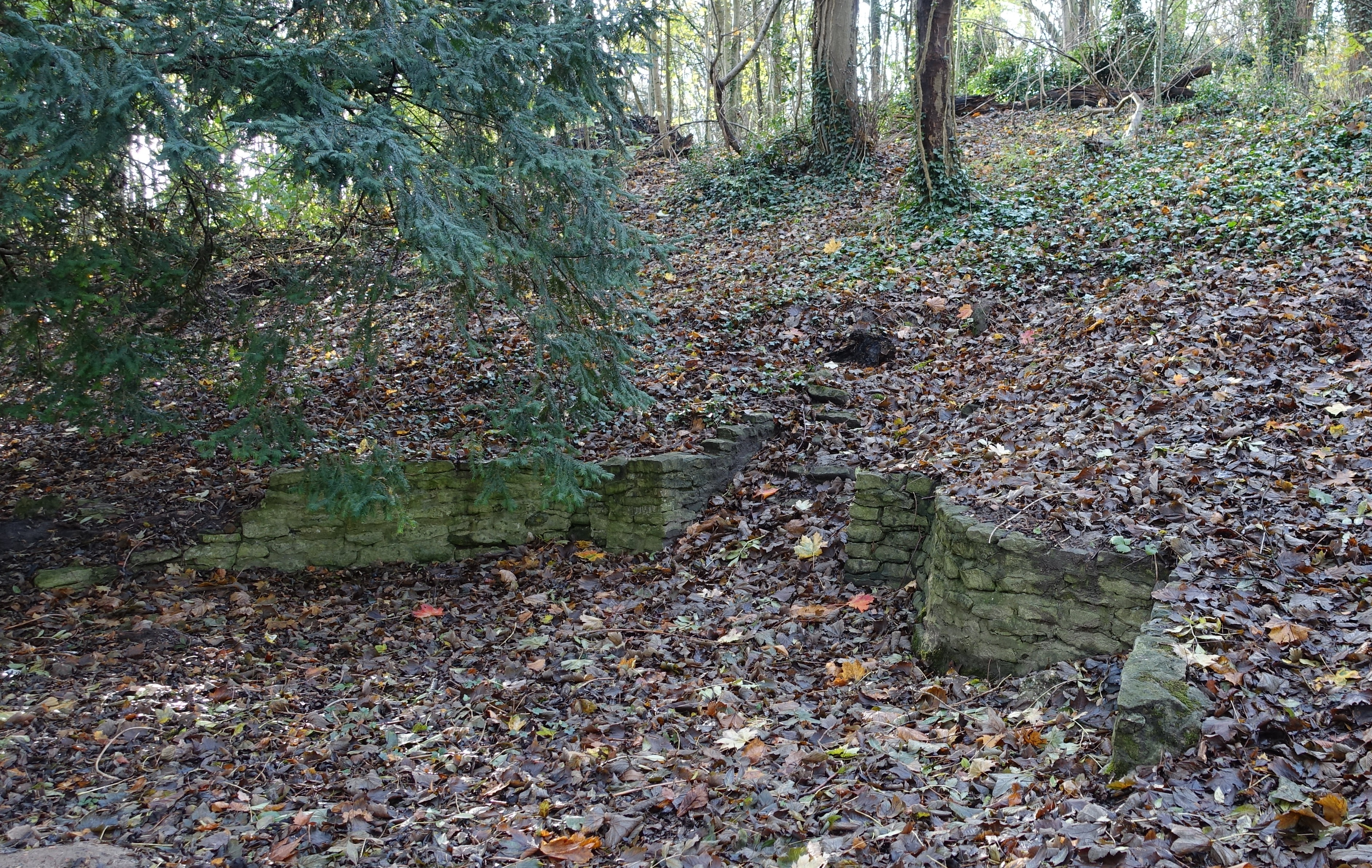
Restanten van het kasteeldomein l'Ecluse

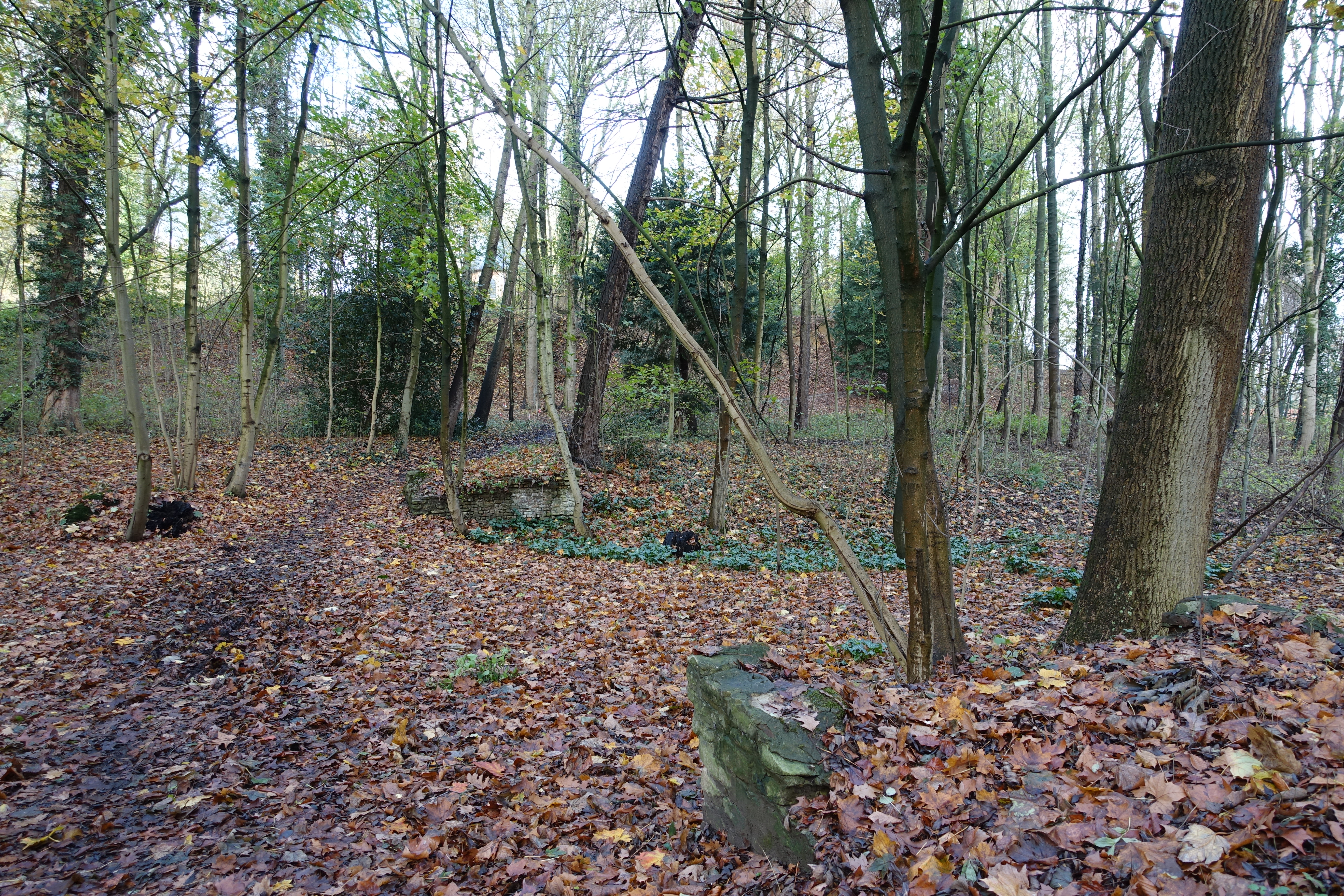
Restanten van een brug, gelegen tussen het voormalige kasteel l'Ecluse en de Lendrikkapel, aan de huidige 'Brugweg'

In 1876 bouwt Edmond Hanssens, een villa ('kasteel') op de hoogte ten noorden van het sas van Drie Fonteinen, aan de huidige Ganzenvoetweg. Zijn domein bevond zich ten noorden van dat van Nény. De huidige vijver aan de oostrand van het domein, nabij de tennisvelden, maakte deel uit van zijn domein.
Jeanne Van Volxem koopt het domein van Edmond Hanssens in maart 1893.

### Heraanleg en eenmaking onder Orban - Van Volxem
Rond de eeuwwisseling laten Orban en zijn vrouw de drie kasteeldomeinen samensmelten tot één groot domein van ongeveer 90 hectare. Zijn domein krijgt drie toegangen:
- De meest gebruikte toegang was een oprijlaan die 500 meter ten zuiden van het kasteel aan het kanaal begon en in twee weide armen op het kasteel toeliep. Hiervoor werden gronden ten zuiden van het domein toegevoegd. Na de dood van Orban werden deze gronden opnieuw verkocht en kwam er het noordelijke deel van de Cokeries de Marly op.
- Een tweede werd aangelegd in het noordwesten, aan de Koningslosesteenweg. De toegangsgebouwtjes hiervan werden bewaard. Vanop deze toegangsweg, vandaag de 'Valleidreef', had men zicht op de open vallei aan de linkerkant. Via de huidige Meidoornweg, Lorkendreef en Cypressenweg kwam men bij het kasteel uit.
- De derde toegang was de ceremoniële toegang, vanuit het westen. Vanaf het kasteel vertrok een dubbele oprijlaan (vandaag nog bewaard) om samen te komen voor de holle Blaesenbergweg, die via een enkele brug werd gekruist. Vanaf hier ging de rijweg nog één kilometer strak rechtdoor, tot aan de Koningslosteenweg. Het eindpunt van deze dreef situeert zich vandaag tussen afrit 6 van de Brusselse ring en de kruising van de Boudewijnlaan met de Medialaan, ten westen van het VTM-complex. De nodige percelen hiervoor werden al opgekocht door Orban - Van Volxem vanaf 1893. Bij de uitrit van de dreef, aan de Koningslosteenweg (ter hoogte van de Poststraat), werden twee leeuwen geplaatst. Later werden deze overgebracht naar de speeltuin.

Alfred Orban legde een Franse tuin aan naar inspiratie van die in Versailles. Het huidige neerhof, ruiterijcomplex en oranjerie dateren van het einde van de negentiende eeuw. Het domein werd uitgerust met een autonome waterleiding, waarvan de watertoren ten westen van het koetshuis nog steeds bestaat.
Tijdens de Eerste Wereldoorlog had gouverneur-generaal Moritz von Bissing zijn hoofdkwartier opgeslagen in het domein van Alfred Orban. Hij stierf er op 18 april 1917.
In 1909 verkocht Orban het door Hanssens aangelegde domein Chateau de l'Ecluse weer. Het werd verkocht aan Daniël Campion, advocaat en eigenaar van de Chemin de Fer Industriel en Molens Drie Fonteinen. Campion liet in 1930 de Sint-Lendrikkapel, steen voor steen afbreken en overbrengen naar zijn domein. Voordien stond de kapel in Ransbeek, op de plaats waar zich anno 2000 nog het kleine Lendriksbosje (De Béjarlaan) bevindt (tussen Begijnenbos en Domein Drie Fonteinen).

### Na Orban
Het Domein Drie Fonteinen wordt in 1928 verkocht. Het grootste deel van het domein van Orban kwam in handen van een immobiliënmaatschappij: de Société Immobiliaire du Marly, in handen van de Spaanse kurkproducent Emanuel Perena. Een deel van het domein, ten noorden van de Koningslosteenweg (huidige Vlierkensstraat, Van Dijckstraat en Rubensstraat) werd door het echtpaar Orban - Van Volxem op 29 december 1928 verkocht aan de huisvestingsmaatschappij "Vilvoordse Haard". In 1929-1930 zou zij de eerste sociale woningen van de wijk Kassei op bouwen.
Het kasteel van Orban - Van Volxem werd volledig vernietigd door een bombardement in 1944.
De eigenaar van Drie Fonteinen, de immobiliënmaatschappij 'Marly' wilde het domein in de jaren 50 verkopen aan de stad Brussel om er de bezoekers van Expo 58 op te vangen en er nadien haar nieuwe begraafplaats op te richten. Deze plannen verhoogden de druk op de stad Vilvoorde voor de aankoop van deze "groene long" voor de inwoners van de industriestad.
In 1956 kocht de stad Vilvoorde het voormalige domein van Orban én het domein van Campion. De helft van wat ooit het domein van de Nény was, werd verkaveld tot de wijk Lenterik. De villa van Campion (voorheen Hanssens) werd in 1960 afgebroken.
Naar aanleiding van Expo 58 werd er in het park de camping Vilvordia aangelegd. Dit was een voorwaarde die de regering had gesteld bij de goedkeuring van de aankoop in 1956. De camping verdween begin jaren 70. Later werd ook een dierenpark met neerhofdieren aangelegd, die in 2007 (tijdelijk) weer werd verwijderd, en een uitgebreid sportcomplex aan de noordoostrand gebouwd. In de centraal gelegen oranjerie bevindt zich momenteel een restaurant. Het interieur werd aangepast in functie van de horecafunctie, doch bij de jongste restauratie werd het oorspronkelijke uitzicht gedeeltelijk hersteld met herhaling van het serlianamotief in de doorgangen naar de aanbouwsels.
In de jaren 70 van de twintigste eeuw werd de Viaduct van Vilvoorde gebouwd in het meest zuidelijke deel van het park. Hierdoor ligt een klein deel van het park, met onder meer een oude 'bootjesvijver' aan de andere zijde van de brug.

## Galerij

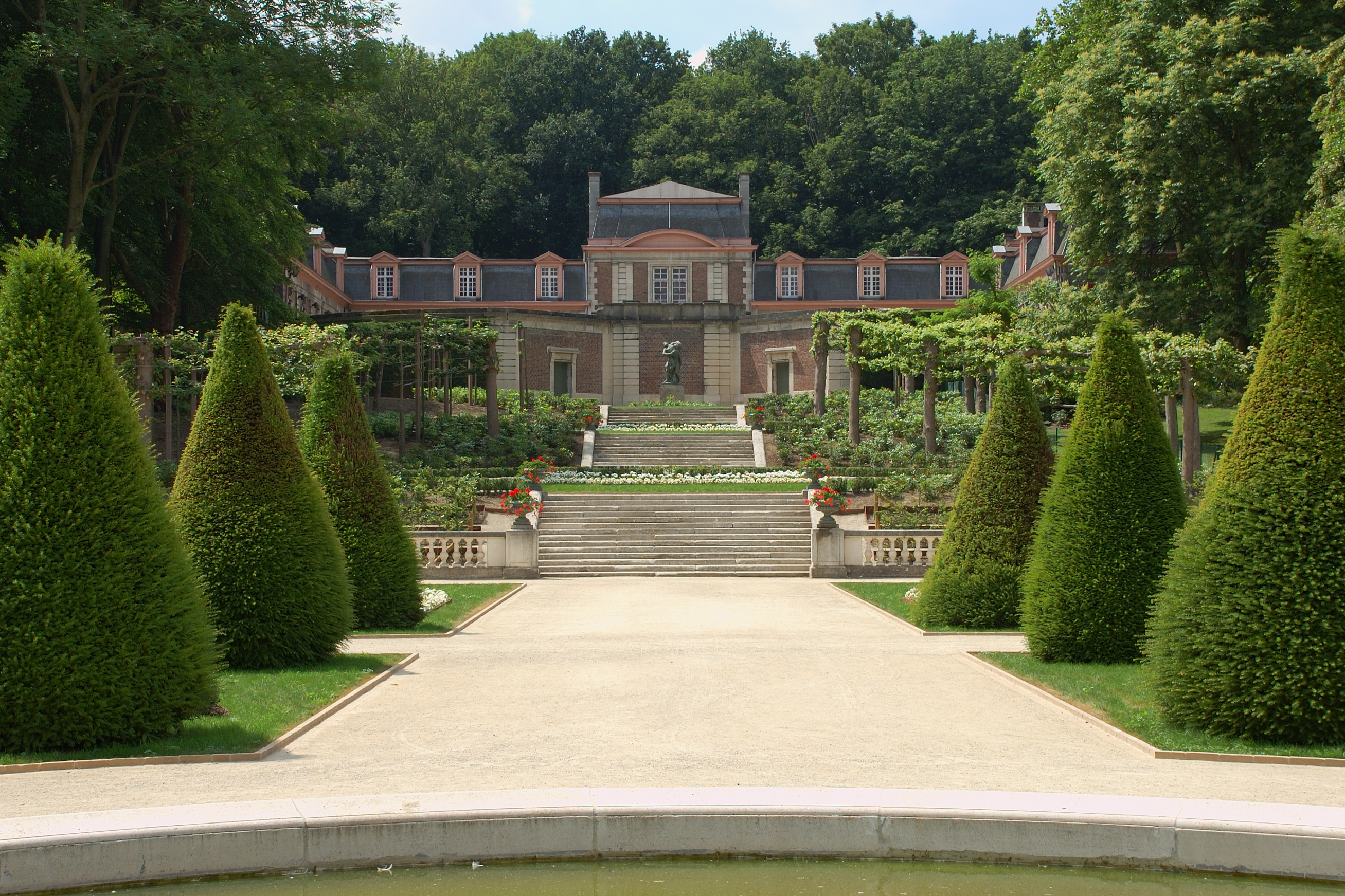
Franse tuin, stallingen in de achtergrond
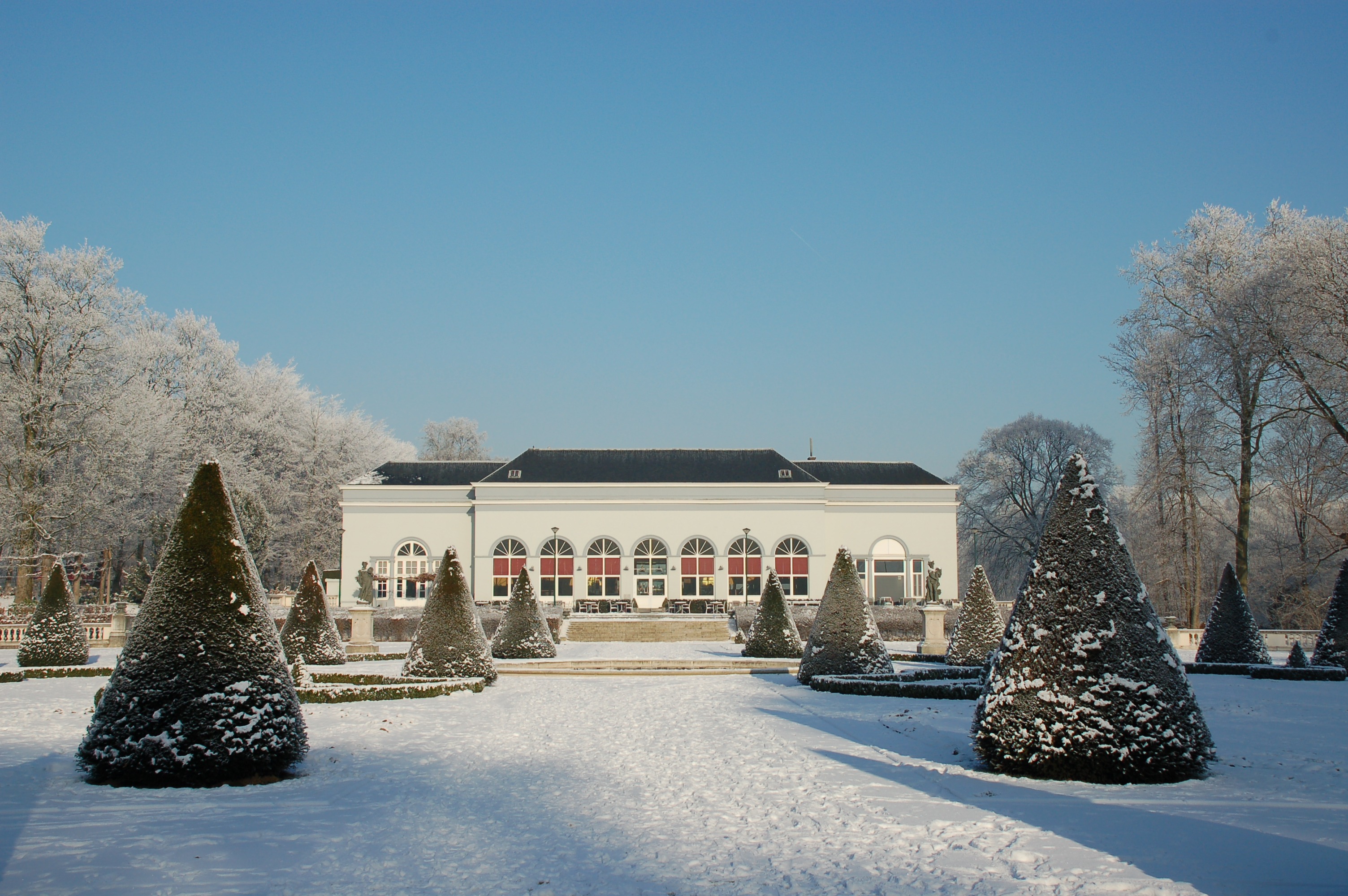
Franse tuin met oranjerie in de winter
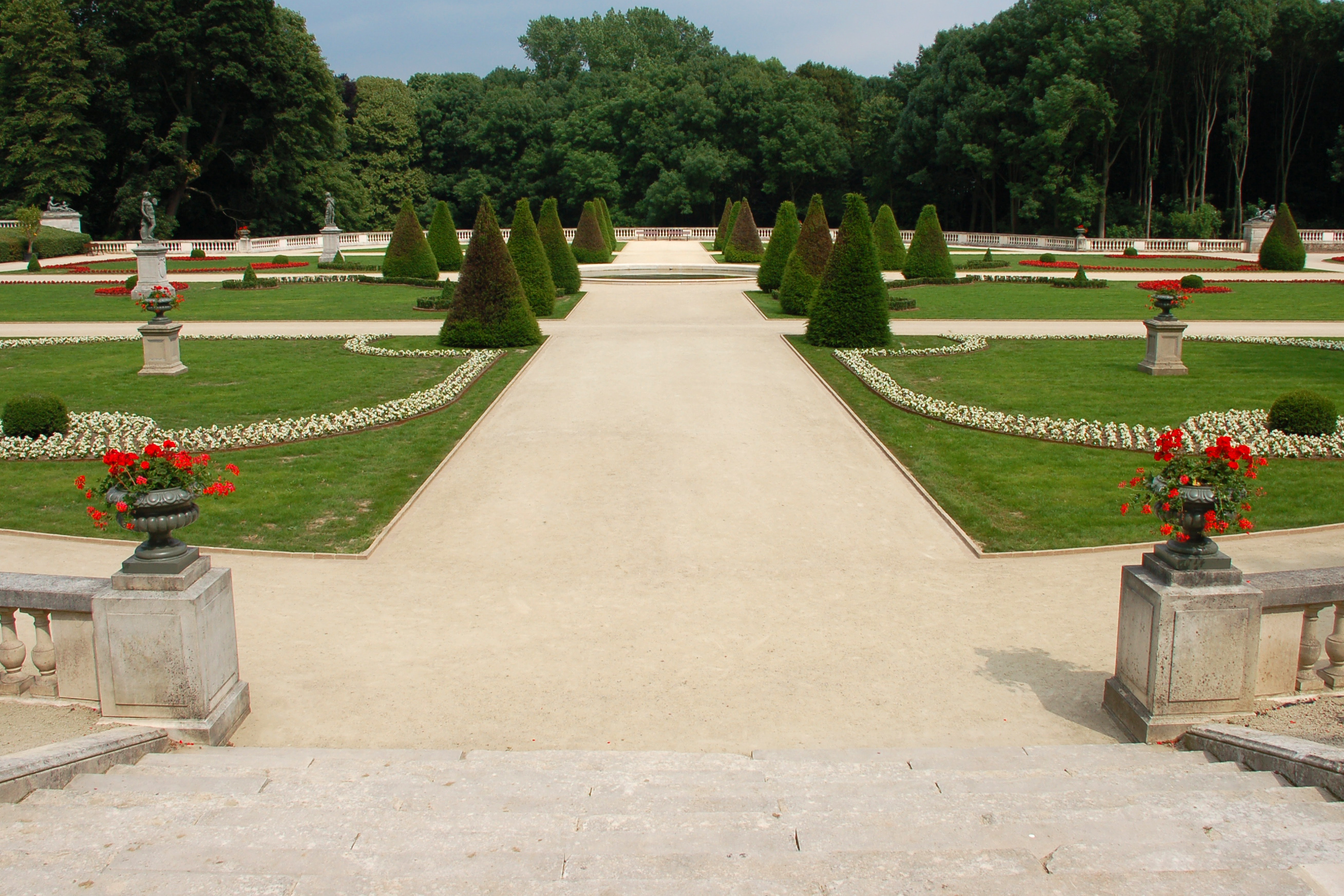
Franse tuin, gezien vanop de trap naar de stallingen
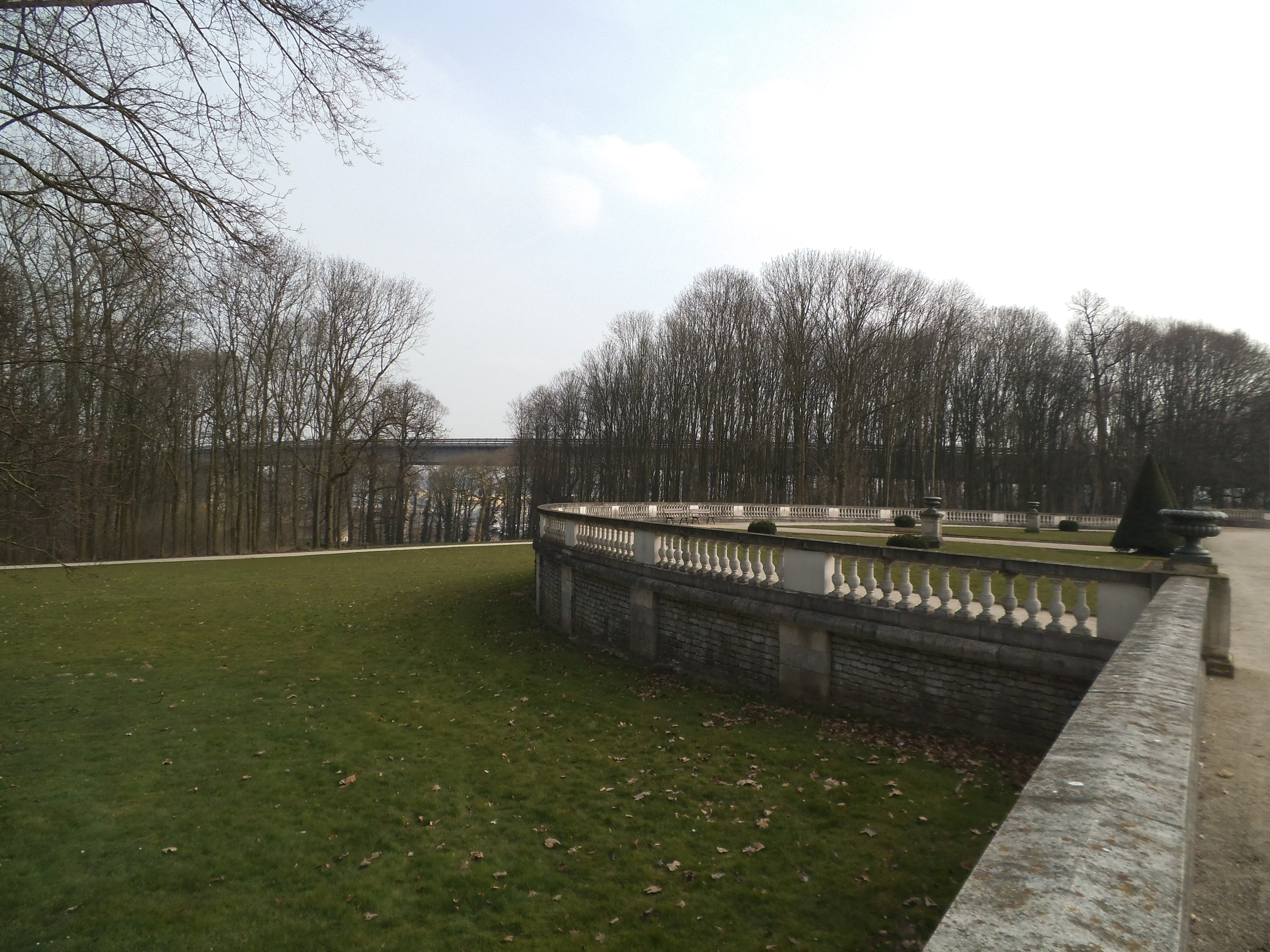
Franse tuin met het viaduct op de achtergrond
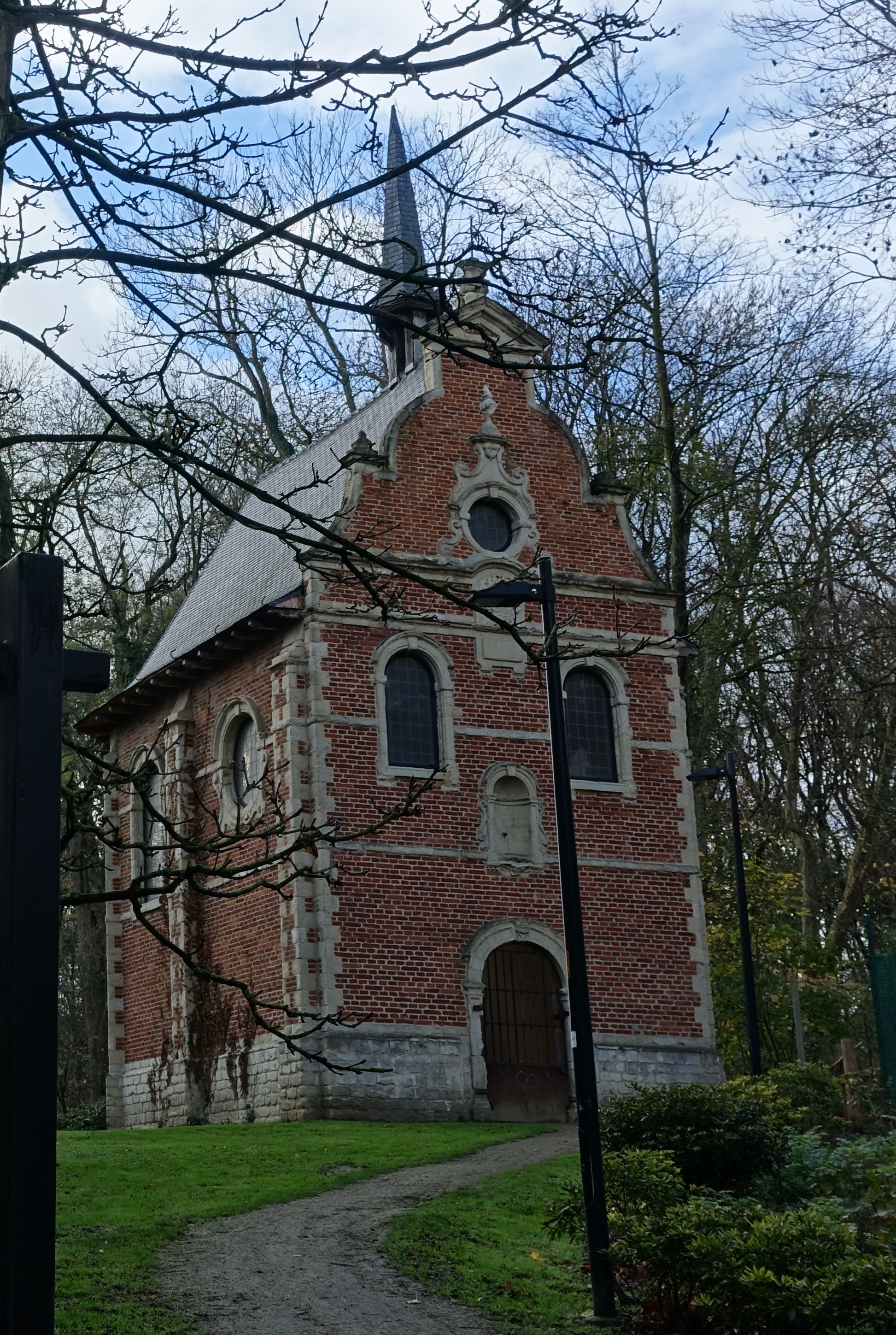
Lendrikkapel
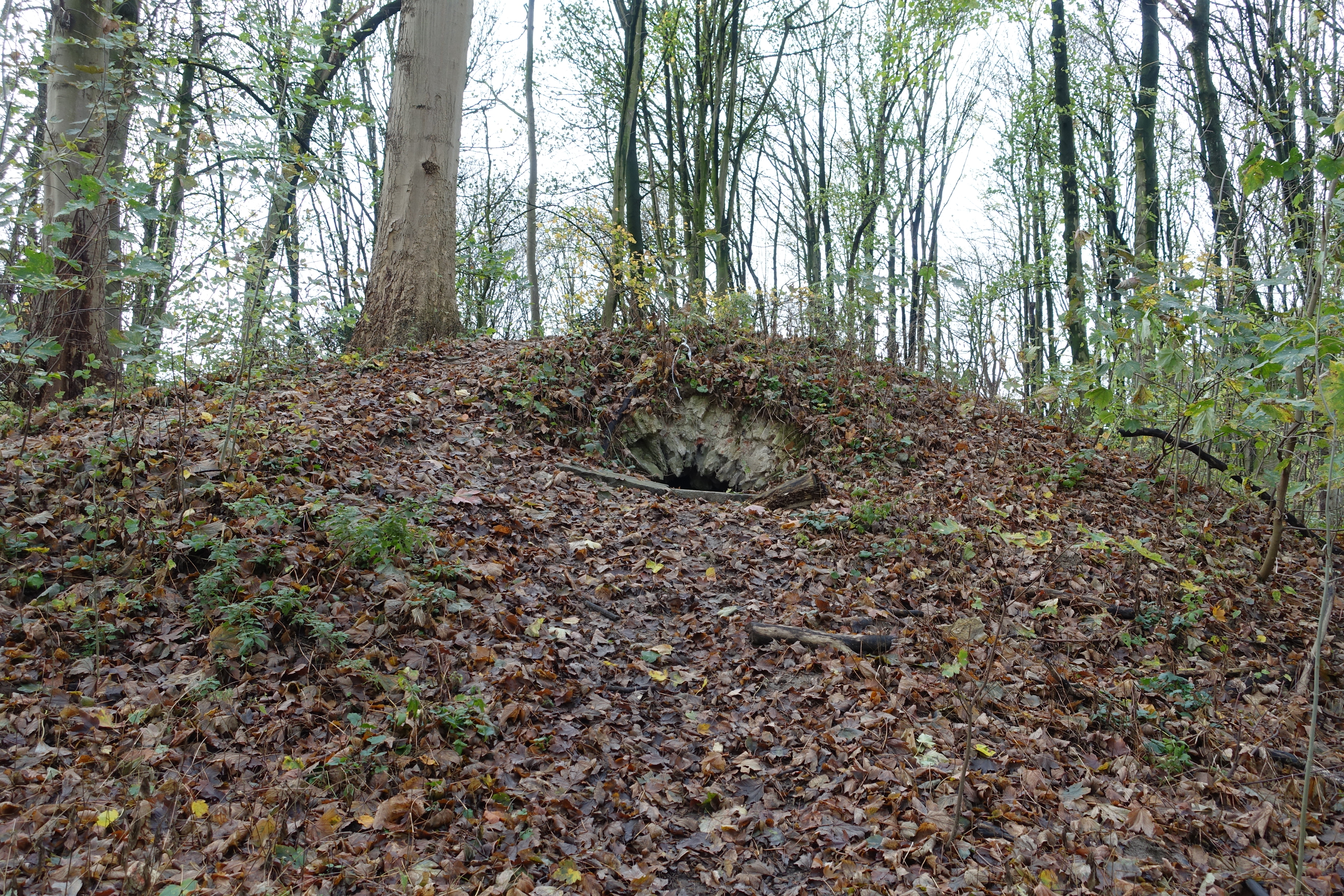
Meest noordelijke ijskelder op het voormalige domein van de Nény, Fontigny
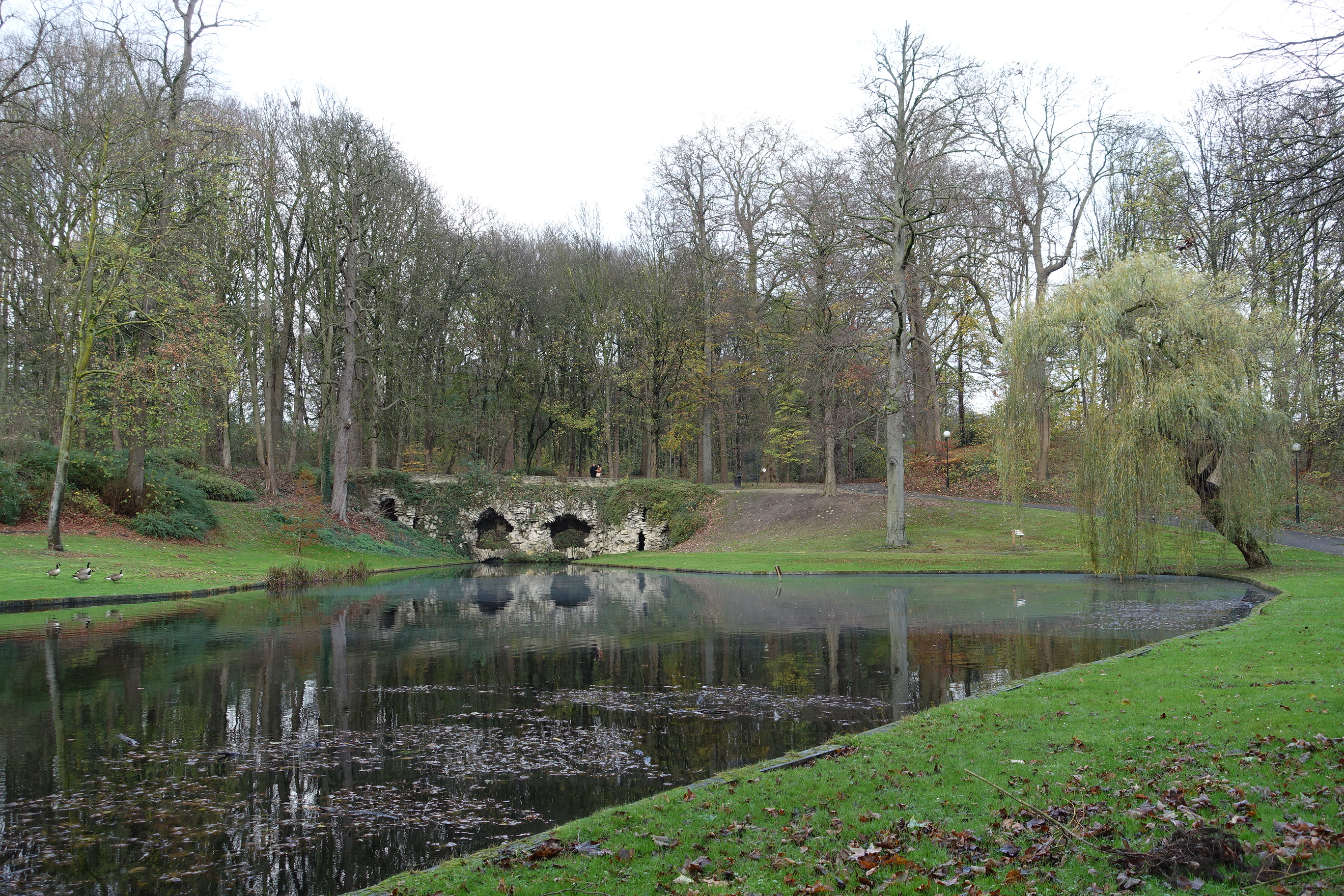
De Bloedgrotten en vijver vanuit het zuiden gezien
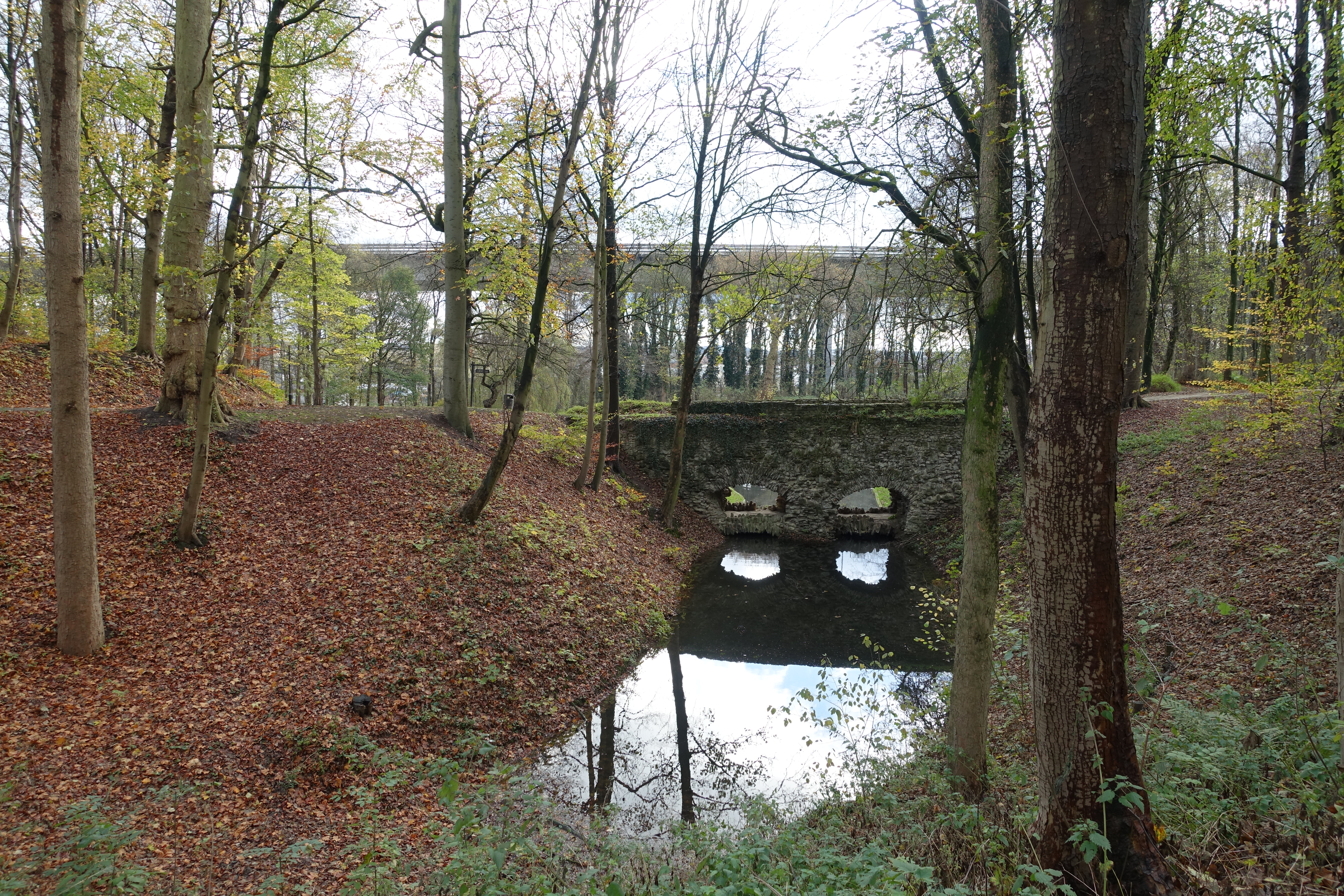
Brugkrocht met op de achtergrond het viaduct van Vilvoorde
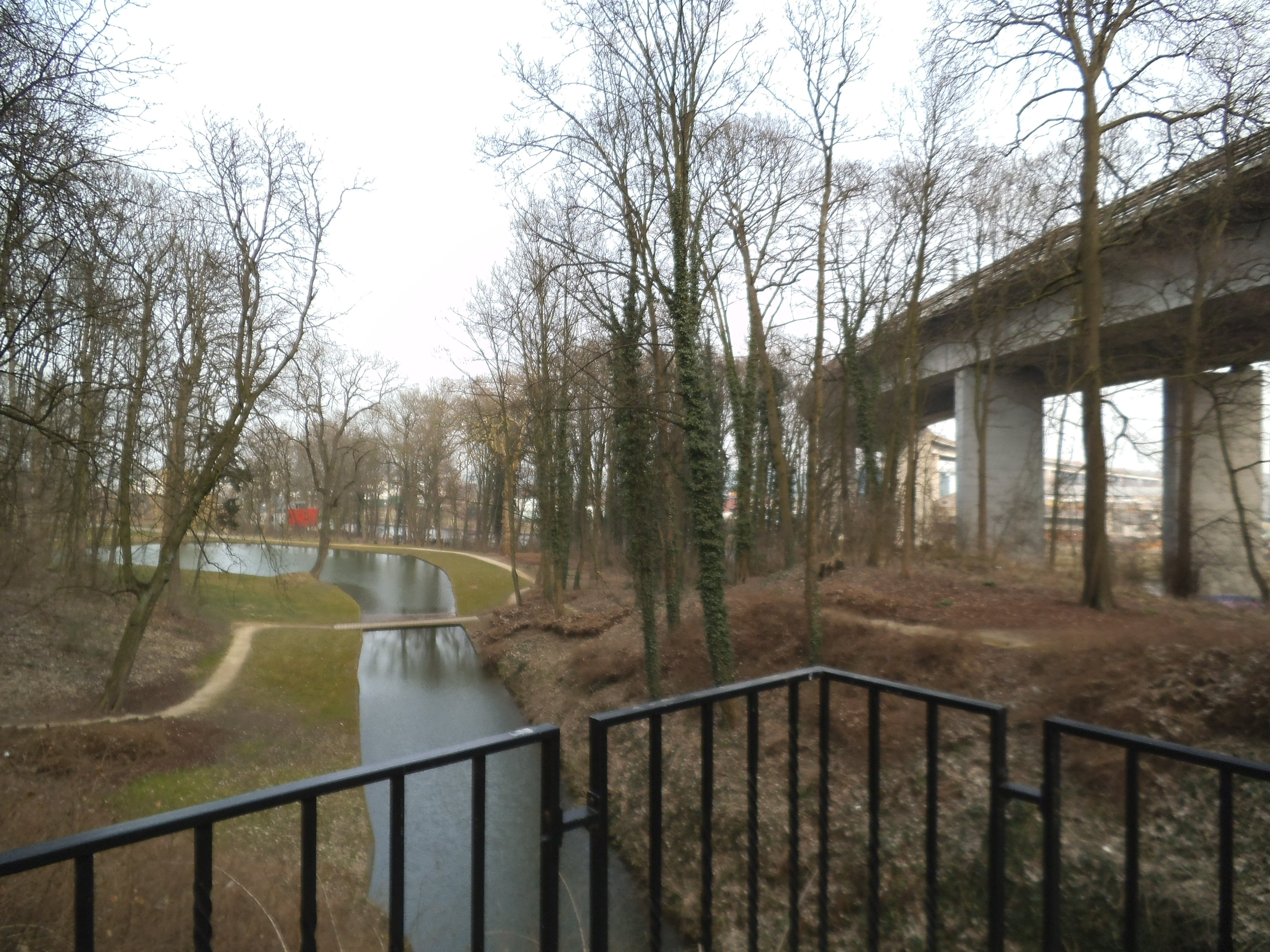
Vijver met ernaast het viaduct van Vilvoorde
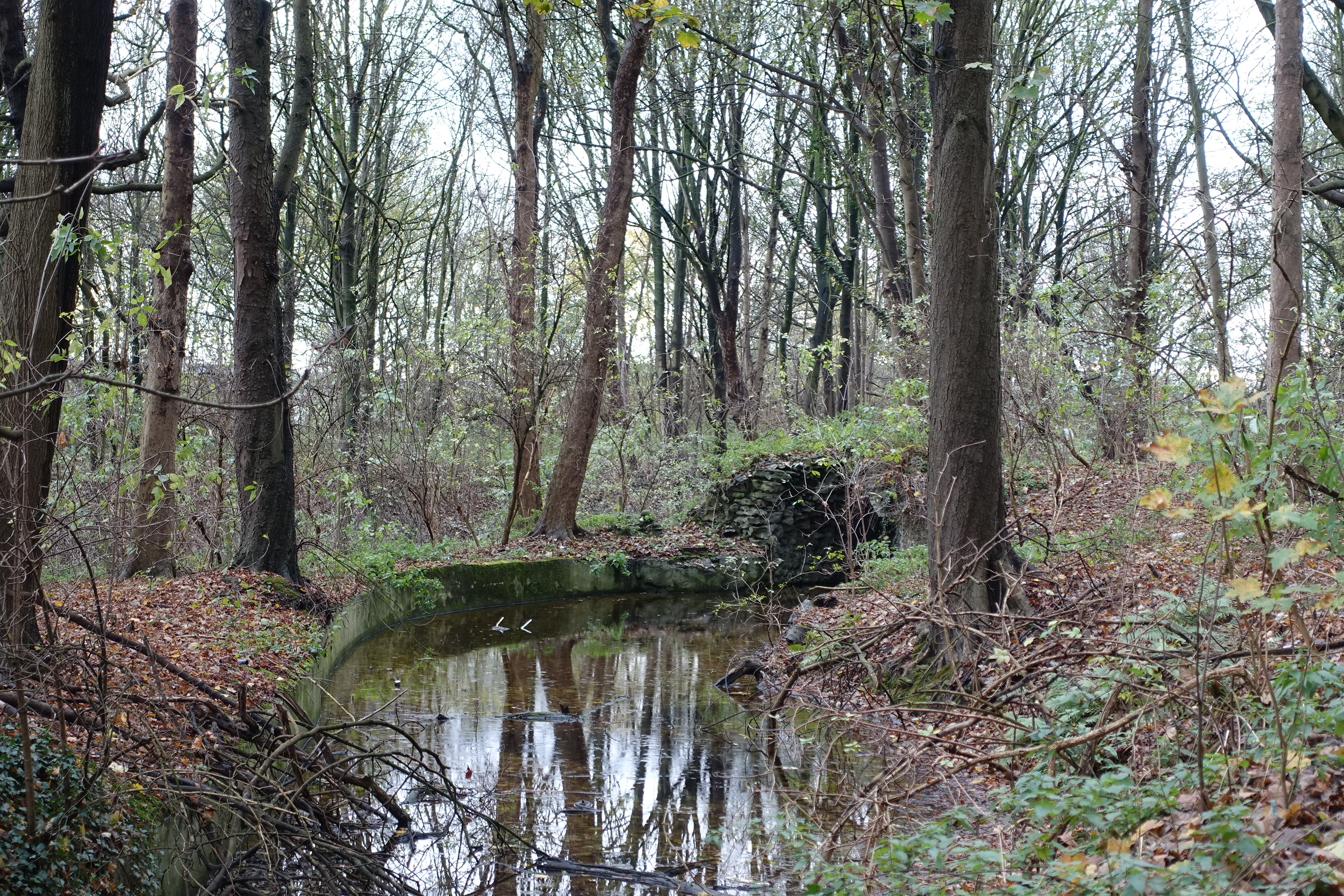
Het deel van de vijver ten zuiden van het viaduct van Vilvoorde, de zuidrand van het voormalige domein van Walcies
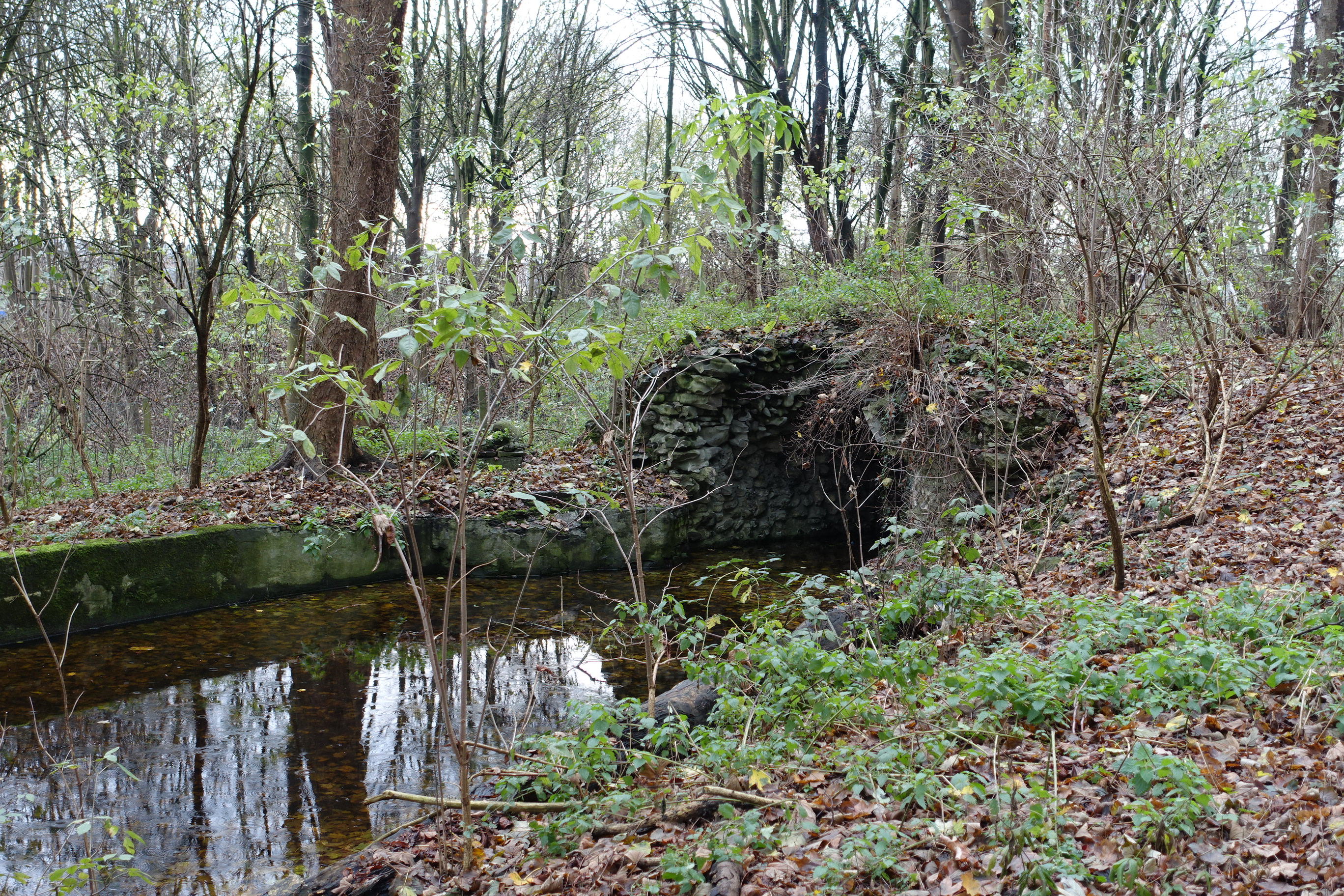
Grotje op het einde van de vijver, ten zuiden van het viaduct van Vilvoorde
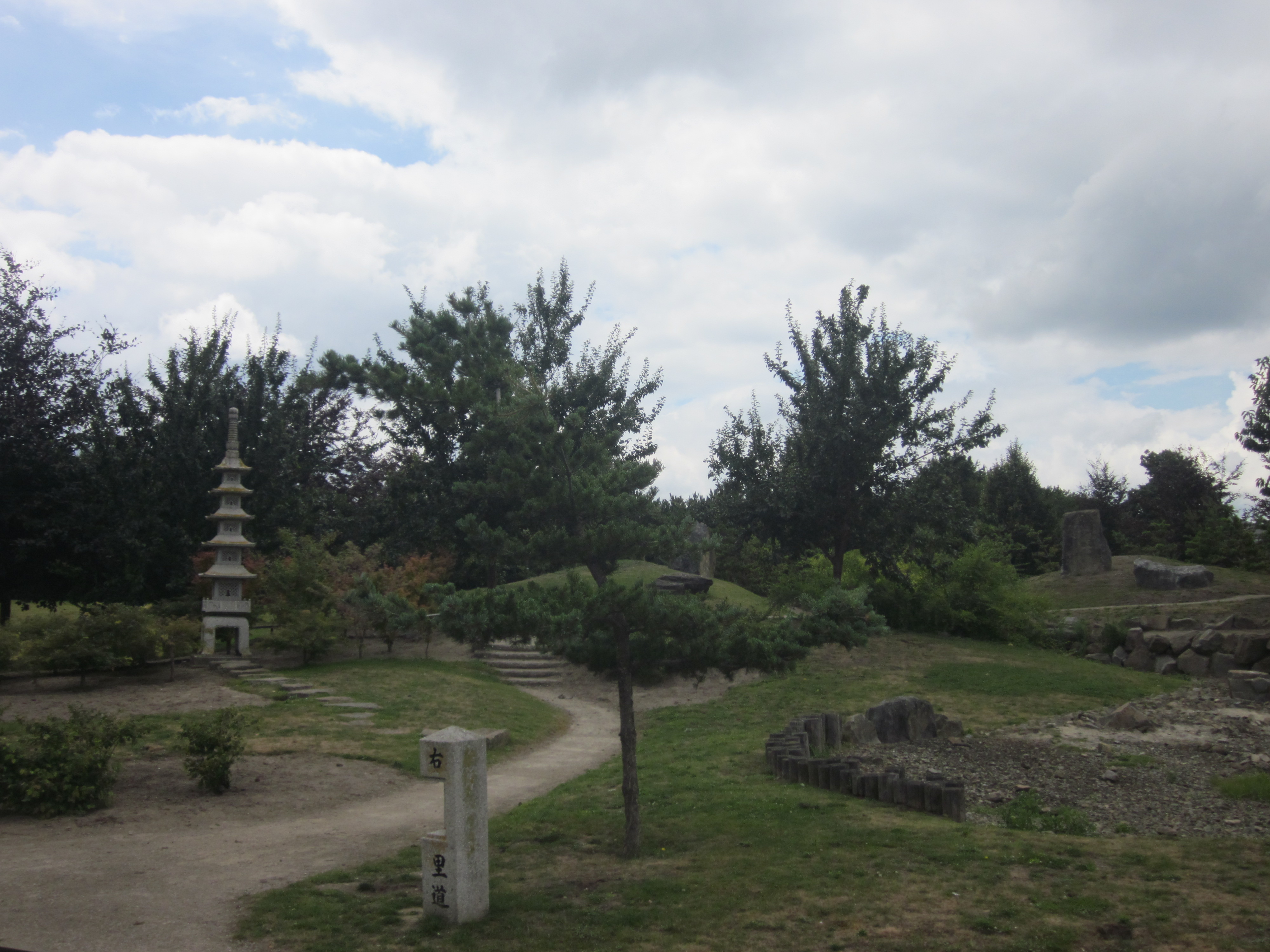
Japanse tuin, aangelegd in samenwerking met de Vilvoordse zusterstad Komatsu